# Границя пропорційності

Діаграма деформування металевого матеріалу. Напруження показано у функції від деформації
1: Границя абсолютної пружності
2: Границя пропорційності
3: Границя пружності
4: Границя плинності σ_{0,2}

Грани́ця пропорці́йності (англ. Proportionality limit) — найбільше напруження ({\displaystyle \sigma _{\text{пц}}}) при навантаженні зразка матеріалу, до якого матеріал поводить себе як пружне тіло і залежність між напруженням і деформацією описується лінійним співвідношенням, тобто, законом Гука. Іншими словами, за цією точкою (т.2 на рис.) закон Гука порушується.
Умовною границею пропорційності вважають напруження, при якому відхилення від лінійної залежності між напруженням і деформацією досягає такої величини, що тангенс кута нахилу, утвореного дотичною до кривої деформування з віссю напружень, збільшується на 50 % від свого значення на лінійній (пружній) ділянці.